# Cattedrale di Nostra Signora della Vittoria (Vitória da Conquista)
La cattedrale di Nostra Signora della Vittoria (in lingua portoghese Catedral Metropolitana de Nossa Senhora das Vitórias) è la cattedrale dell'arcidiocesi di Vitória da Conquista; è sede dell'omonima parrocchia, nel centro della città di Vitória da Conquista, in piazza Tancredo Neves.

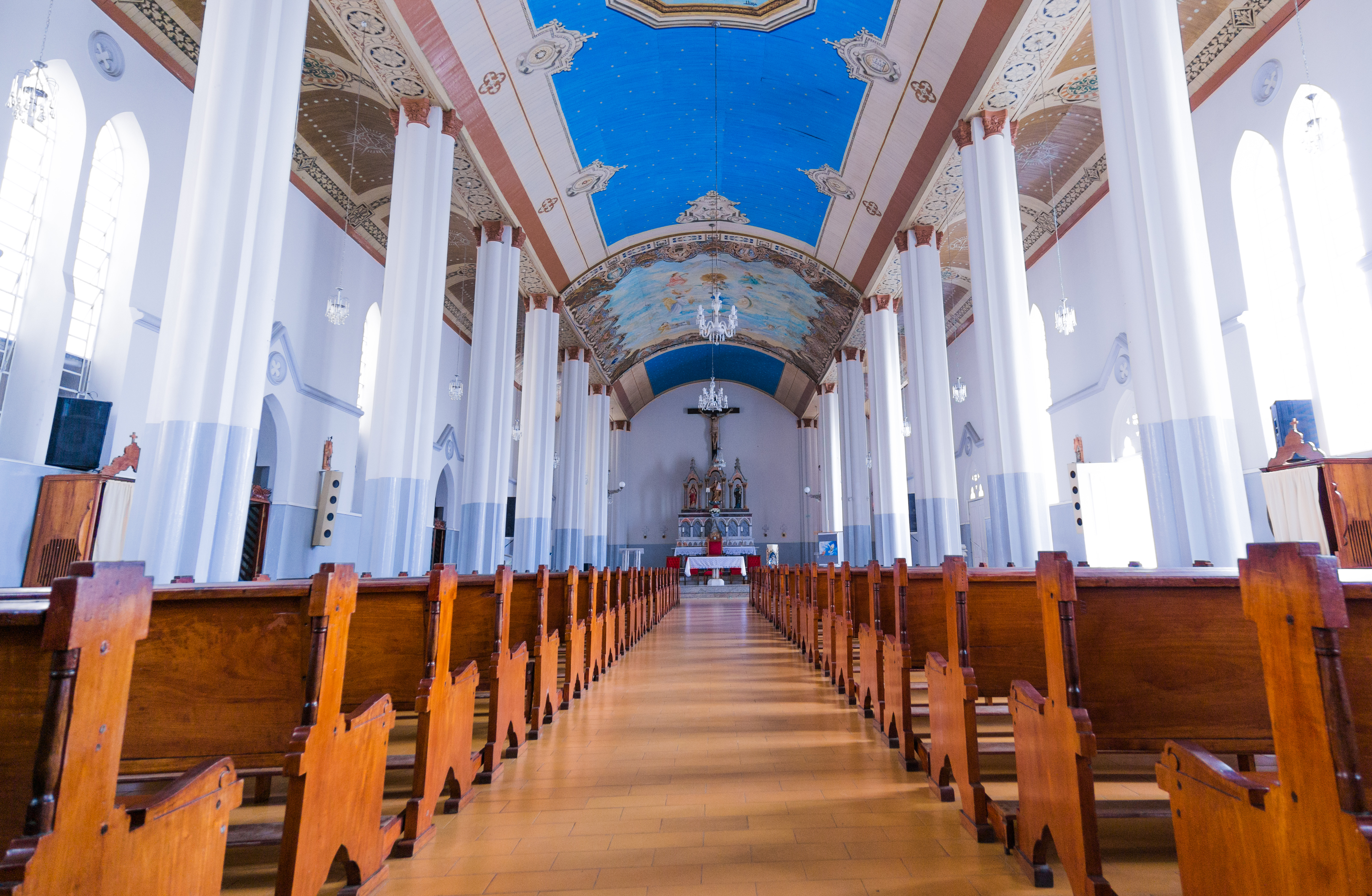
L'interno della cattedrale dall'ingresso

Il suo stile architettonico è neogotico, con linee e proporzioni classiche, quasi privo cioè di linee curve, prevalendo le linee rette e/o il verticalismo. Fu eretta tra il 1932 e il 1944.